# Синтагма

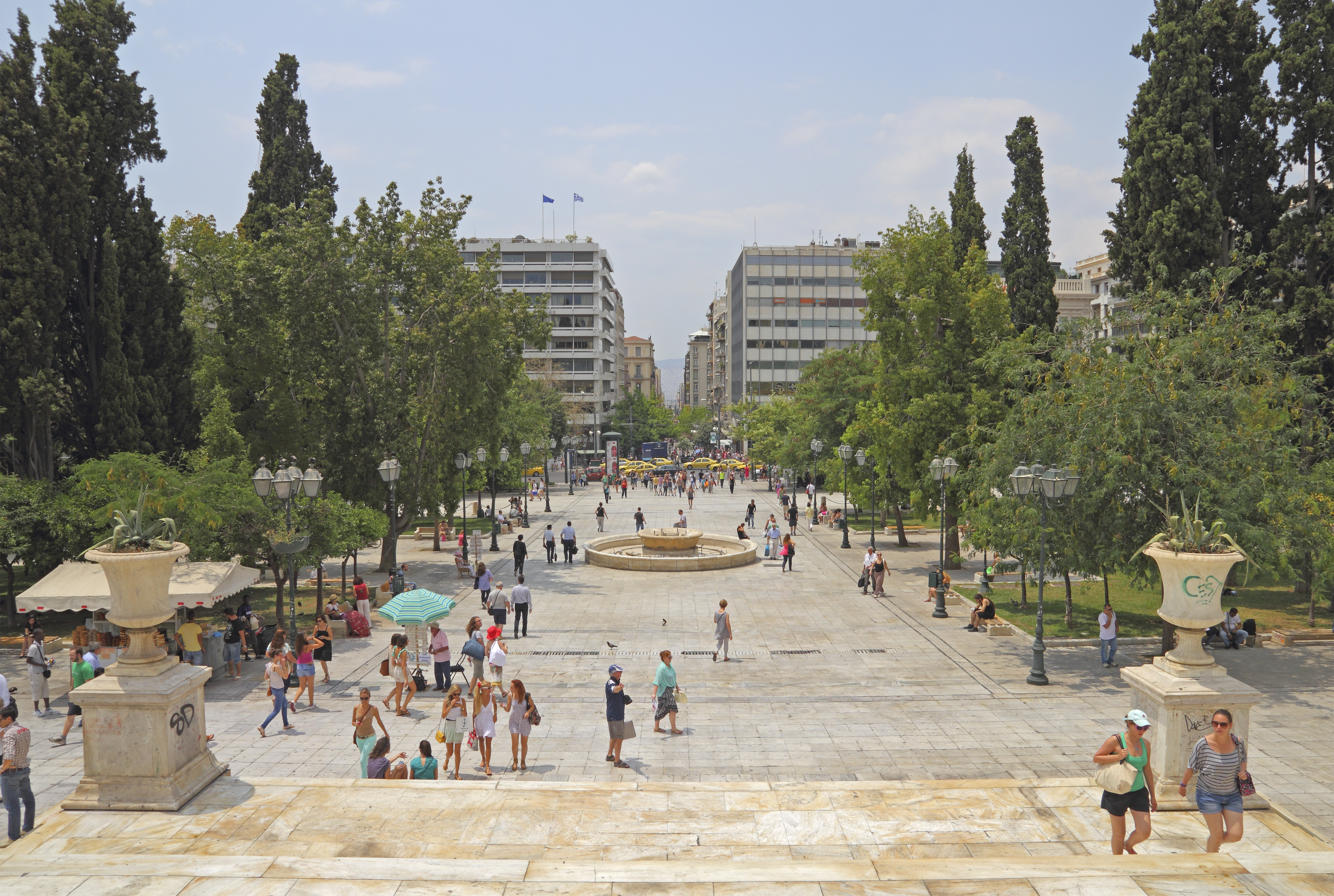
Площа Синтагма, західна сторона

У Вікіпедії є статті про інші площі з назвою Площа Конституції

Синтагма  (грец. Πλατεία Συντάγματος), або Площа Конституції — площа, розташована перед палацом Грецького парламенту в Афінах.
Носить назву на честь Конституції, запропонованої грецьким королем Оттоном Баварським 3 вересня 1843 року (див. також Повстання 3 вересня).
Площа межує з вулицею Короля Георга I на півночі, вулицею Оттона — на півдні, вулицею Філеллінон — на заході та проспектом Амаліас — на сході, на північному сході — із проспектом Васіліссіс Софіас.

## Історія
На початку 19 століття на цьому місці був газон, частина палацового комплексу першого короля Греції Оттона (нині в будівлі палацу розміщується Грецький парламент). Дружина Оттона Амалія Ольденбурзька піклувалась як про палац, так і про цей газон. Зрештою королева вирішила заборонити звичайним афінянам відвідувати цю територію. У своєму піклуванні королева зайшла так далеко, що навіть наказала відвести кілька резервуарів з водою загальноміського користування виключно для поливу дерев парку, що не могло не обурювати міщан.
1862 року король Оттон був скинутий з престолу і замінений данським принцом з династії Глюксбургів, який прийняв ім'я Георга І. Через 10 місяців відновлювальних робіт — оновили білий мармур, встановили лави, ліхтарні стовпи, оновили фонтан — теперішню Синтагму знову відкрили для відвідування.

### Сучасність

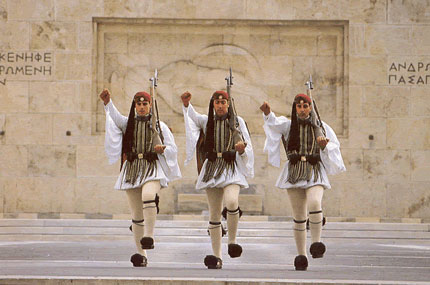
Евзони біля могили невідомого солдата

Площа включає дві зелені зони, на заході та півдні, між ними. У самому серці площі, побудовано великий фонтан, встановлено копії статуй Неапольського музею, подаровані місту в 19 столітті лордом Бьютом, офіційним представником короля Оттона.
Східна частина площі вища за західну і домінує над останньою грандіозним ансамблем палацу Грецького парламенту та мармурових сходинок, що ведуть до проспекту Амаліас. Щогодини біля Пам'ятника невідомому солдату відбувається зміна почесного президентського караулу. У святкові дні та щонеділі зміна караулу відбувається особливо урочисто: із військовим музичним ансамблем та за присутності більшості зі 120 евзонів.
У безпосередній близькості до площі Синтагма розташовані готелі: «Grande Bretagne», «Титанія».

## Транспорт та зв'язок
Площа Синтагма — також вузол перетину багатьох видів міського транспорту в Афінах. Саме під нею розташовано станцію метро «Синтагма». Міським трамваєм та автобусом, що зупиняються тут, можна дістатись будь-якого куточка міста. Синтагма сполучена із Міжнародним аеропортом Елефтеріос Венізелос спеціальним автобусним маршрутом та гілкою метро.
Також міською владою в межах площі забезпечено безкоштовний доступ до високошвидкісного бездротового інтернету (швидкість передачі даних до 4 Мбіт/с).